# Hans Öhlman

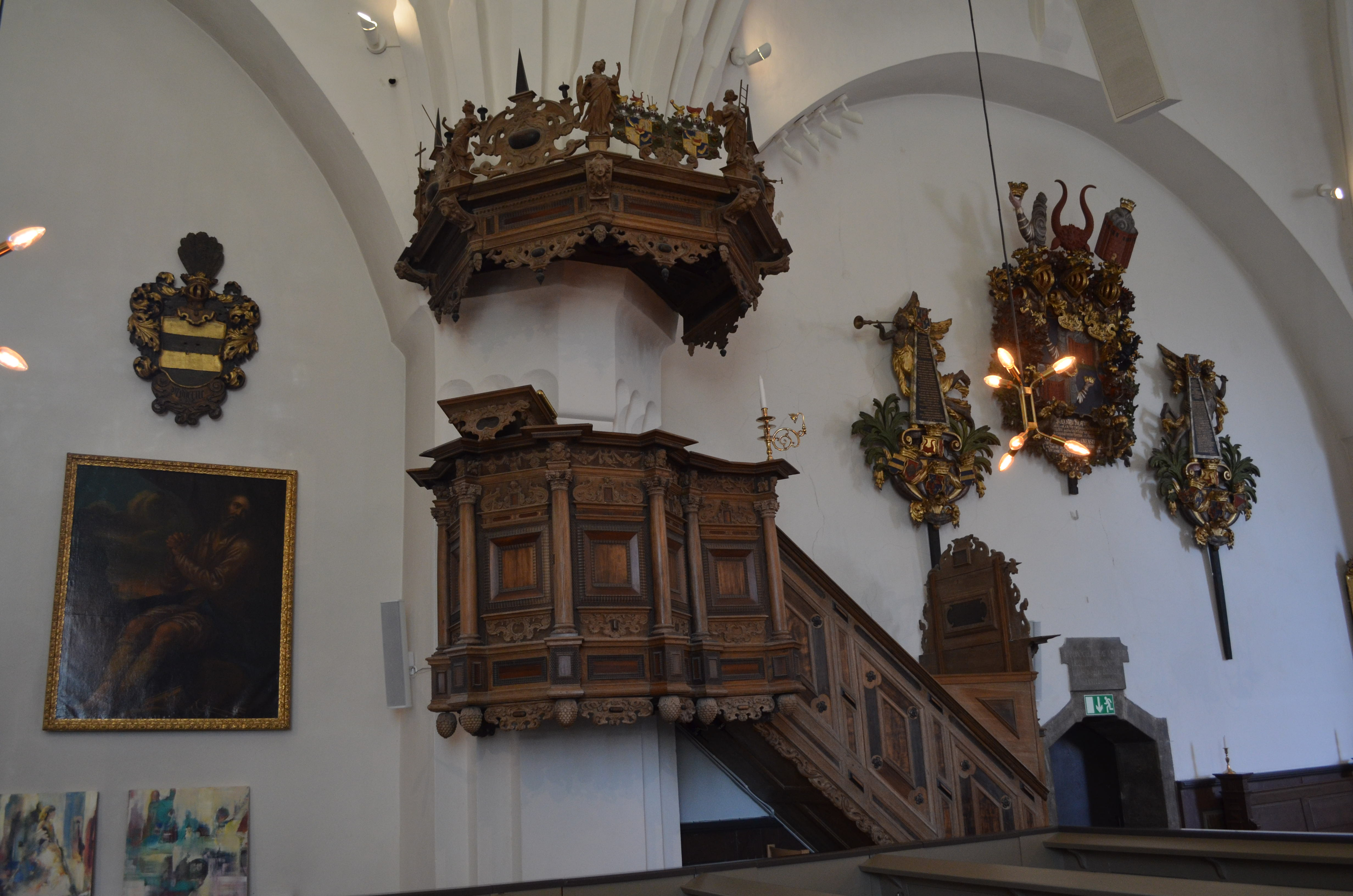
Predikstolen i Jäders kyrka.

Hans Öhlman var en snickare och skulptör av tysk börd.
Öhlman var verksam i Sverige från mitten av 1600-talet. På Axel Oxenstiernas beställning utförde han 1652 en predikstol för Jäders kyrkai Södermanland. Predikstolen är den första i landskapet där man har användt broskornamentik och ett rikt utnyttjande av hopplister som dekorativt ramverk.